# الفصم (المضاربة والعارة)

تعديل مصدري - تعديل

الفصم هي إحدى قرى عزلة المضاربة بمديرية المضاربة والعارة التابعة لمحافظة لحج، بلغ تعداد سكانها 24 نسمة حسب تعداد اليمن لعام 2004.